# Greta Karinauskaitė
Greta Karinauskaitė (* 11. Februar 2001 in Šiauliai) ist eine litauische Leichtathletin, die sich auf den Langstreckenlauf und Hindernislauf spezialisiert hat. Sie ist aktuelle Inhaberin des Landesrekordes über 3000 m Hindernis.

## Sportliche Laufbahn
Erste internationale Erfahrungen sammelte Greta Karinauskaitė beim Europäischen Olympischen Jugendfestival (EYOF) 2017 in Győr, bei dem sie im 3000-Meter-Lauf in 10:01,52 min den neunten Platz belegte. Im Jahr darauf schied sie bei den U18-Europameisterschaften ebendort mit 4:43,84 min über 1500 Meter im Vorlauf aus. Bei den Crosslauf-Europameisterschaften 2019 in Lissabon erreichte sie nach 15:17 min Rang 40 in der U20-Wertung. 2021 wurde sie bei den U23-Europameisterschaften in Tallinn in 10:05,84 min Sechste über 3000 m Hindernis und im Dezember gelangte sie bei den Crosslauf-Europameisterschaften in Dublin mit 22:24 min auf Rang 42 im U23-Rennen. Im Jahr darauf schied sie bei den Europameisterschaften in München mit 9:55,11 min im Vorlauf im Hindernislauf aus und wurde im Dezember bei den Crosslauf-Europameisterschaften in Turin nach 21:24 min 22. im U23-Rennen. 2023 wurde sie bei der 2. Liga der Team-Europameisterschaft, die im Zuge der Europaspiele in Chorzów stattfand, in 9:28,48 min Zweite und sicherte sich damit Ligenübergreifend die Bronzemedaille hinter der Albanerin Luiza Gega und der Slowenin Maruša Mišmaš Zrimšek. Anschließend gewann sie bei den U23-Europameisterschaften in Espoo in 9:30,96 min die Silbermedaille hinter der Deutschen Olivia Gürth. Daraufhin verpasste sie bei den Weltmeisterschaften in Budapest mit 9:30,28 min den Finaleinzug. Im Dezember belegte sie bei den Crosslauf-Europameisterschaften in Brüssel in 27:13 min den fünften Platz im U23-Rennen. Bei den Crosslauf-Europameisterschaften 2024 in Antalya landete sie nach 27:10 min auf dem 36. Platz im Einzelbewerb.
In den Jahren 2020 und von 2022 bis 2024 wurde Karinauskaitė litauische Meisterin im Hindernislauf. Zudem wurde sie 2020 Hallenmeisterin über 3000 Meter.

## Persönliche Bestzeiten
- 1500 Meter: 4:37,05 min, 21. Juni 2019 in Vilnius
  - 1500 Meter (Halle): 4:40,67 min, 14. Februar 2019 in Šiauliai
- Meile: 4:47,77 min, 28. April 2023 in Irvine
- 3000 Meter: 9:38,43 min, 4. März 2022 in Riverside
  - 3000 Meter (Halle): 10:11,42 min, 15. Februar 2019 in Šiauliai
- 5000 Meter: 15:36,86 min, 31. März 2023 in Palo Alto
- 10.000 Meter: 33:27,59 min, 10. März 2023 in Fullerton
- 2000 m Hindernis: 6:14,28 min, 23. Juni 2023 in Posen
- 3000 m Hindernis: 9:26,88 min, 27. Mai 2023 in Sacramento (litauischer Rekord)